# Alilamina
Alilamina é um composto orgânico com a fórmula C3H5NH2. Este líquido incolor é a mais simples amina insaturada. Ela pode ser preparada por hidrólise de isotiocianato de alila. Ela comporta-se como uma amina típica.
Observação: o termo alilamina também é usado para descrever uma família de compostos derivados desta substância, como a terbinafina

## Reações
Polimerização pode ser usada para preparar o homopolímero (poli(alilamina)) ou copolímeros.

## Segurança
Alilaminas são altamente tóxicas e são agentes lacrimogênicos.